# Jeanne d'Arc (1900)
Jeanne d'Arc is een stomme film uit 1900 geregisseerd door Georges Méliès met Jeanne d'Alcy over het leven van Jeanne d'Arc. Het was in zwart-wit gefilmd en later ingekleurd. De film duurde ongeveer 10 minuten. Men dacht lang dat de ingekleurde film verloren was gegaan, maar in 1982 werd de film teruggevonden in een persoonlijke collectie.

## Rolverdeling
| Acteur            | Personage                                                                                        |
| ----------------- | ------------------------------------------------------------------------------------------------ |
| Jeanne Calvière   | Jeanne d'Arc                                                                                     |
| Jeanne d'Alcy     | Jeanne d'Arc, Isabelle Romée, dame in Vaucouleurs, dame in Orléans                               |
| Georges Méliès    | Jacques d'Arc, Jeannes oom, Robert de Baudricourt, bedelaar, soldaat bij het beleg van Compiègne |
| Bleuette Bernon … |                                                                                                  |